# Rellinghauser Mühlenbach
Der Mühlenbach, auch Rellinghauser Mühlenbach genannt, ist ein etwa viereinhalb Kilometer, südwestlicher und rechter Zufluss der Ruhr auf dem Gebiet der Stadt Essen in Nordrhein-Westfalen. 

## Geographie

### Verlauf
Der Rellinghauser Mühlenbach entspringt auf einer Höhe von etwa 146 m ü. NHN am Südwestrand des zum Essener Stadtteil Bredeney gehörenden Villenviertels Graf-Spee-Straße direkt östlich der Kruppallee und ungefähr fünfzig Meter nördlich der Frankenstraße.
Der Bach fließt am Westrand des Villenviertels  gut einen halben Kilometer in zunächst fast nördlicher, später dann mehr und mehr nord-nordöstlicher Richtung durch den in einem Landschaftsschutzgebiet liegenden Kruppwald. Er kreuzt nun die Wiedfeldtstraße und läuft dann teilweise unterirdisch verrohrt gut einen weiteren  halben Kilometer durch das Gewerbegebiet Langenbrahm. Etwas bachabwärts wird er auf seiner rechten Seite von einem namenlosen Waldbach  verstärkt.
Der Rellinghauser Mühlenbach fließt nun nordwärts durch Laubwald und unterquert darauf die A 52. Er läuft  auf der westliche Seite der Autobahn etwa dreihundert Meter durch Waldgelände und verschwindet dann verrohrt in den Untergrund. Der Bach taucht nach ungefähr sechshundert Meter östlich der Bundesautobahn und nördlich der Birkenstraße wieder an der Oberfläche auf, unterquer danach die Gleisanlagen der S-Bahn-Linie S 6, verläuft in ost-südöstlicher Richtung durch das Walpurgistal. 
Bei einer Kleingartenanlage taucht der Bach wieder ab und fließt nun unterirdisch verdolt durch den Ort. Dabei quert er die  Rellinghauser Straße und läuft dann unterirdisch zwischen der Straße Sankt Annental im Norden und der Schnabelstraße im Süden. 
Gut einen halben Kilometer später taucht der Bach wieder an der Oberfläche auf, unterquert noch die B 227 (Wuppertaler Straße) und mündet schließlich auf einer Höhe von 53,7 m ü. NHN bei Ruhr-KM 42,6 etwas nördlich der Konrad-Adenauer-Brücke von Westen und von rechts in die dort zuletzt aus dem Nord-Nordosten heranziehende Ruhr.
Der etwa 4,5 Kilometer lange Lauf des Rellinghauser Mühlenbachs endet ungefähr 92 Höhenmeter unterhalb seiner Quelle, er hat somit ein mittleres Sohlgefälle von etwa 21 ‰.

### Einzugsgebiet
Das 6,815 km² große Einzugsgebiet des Rellinghauser Mühlenbachs liegt im Ruhrtal und wird durch ihn über die Ruhr und den Rhein zur Nordsee entwässert.
Es grenzt
- im Südosten an das Einzugsgebiet des Borschbachs, der in die Ruhr mündet,
- im Süden an das der Ruhr direkt,
- im Westen an das des Borbecker Mühlenbachs, der in die Berne mündet und
- im Nordwesten an das der Berne selbst, die über die Emscher in den Rhein entwässert.

## Natur und Umwelt
Rellinghauser Mühlenbach wurde 2018 renaturiert.

## Mühlen
Das Wasser des Rellinghauser Mühlenbachs trieb einst Bohr- und Schleifmühlen an, unter anderem für die Gewehrproduktion.